# John Garstang

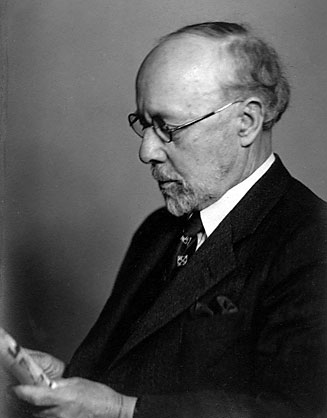
John Garstang

John Garstang (1876-1956) foi um arqueólogo britânico e fundador do Instituto Britânico de Arqueologia de Ancara.

## Biografia
Nascido em 5 de maio de 1876, Garstang dedicou-se, sobretudo, à arqueologia do Oriente Próximo, Anatólia e sul do Levante (região da costa mediterrânea, de Gaza até a Turquia).
De 1897 a 1908 conduziu escavações em sítios romanos na Grã-Bretanha, Egito, Núbia, Ásia Menor e norte da Síria. Entre 1909 e 1914, no Sudão e Meroé. Entre 1920 e 1921, na Palestina (Ascalão). Entre 1930 e 1936, em Jericó.
Foi professor de arqueologia na Universidade de Liverpool, entre 1907 e 1941; diretor do Departamento de Antiguidades da Palestina (sob Mandato Britânico), entre 1920 e 1926; e decano da Escola de Arqueologia Britânica de Jerusalém,  entre 1919 e 1926. Fundou, em 1947, o Instituto de Arqueologia Britânica de Ancara, do qual foi o primeiro diretor, sucedido por Seton Lloyd.
Um dos maiores sucessos de Garland, como arqueólogo, foi a descoberta da Estela de Sebecu, em 1910. Ele morreu em Beirute, a 12 de setembro de 1956.